# Pachamanca

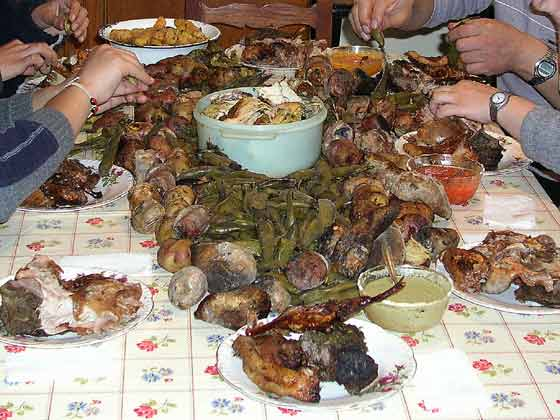
Pachamanca

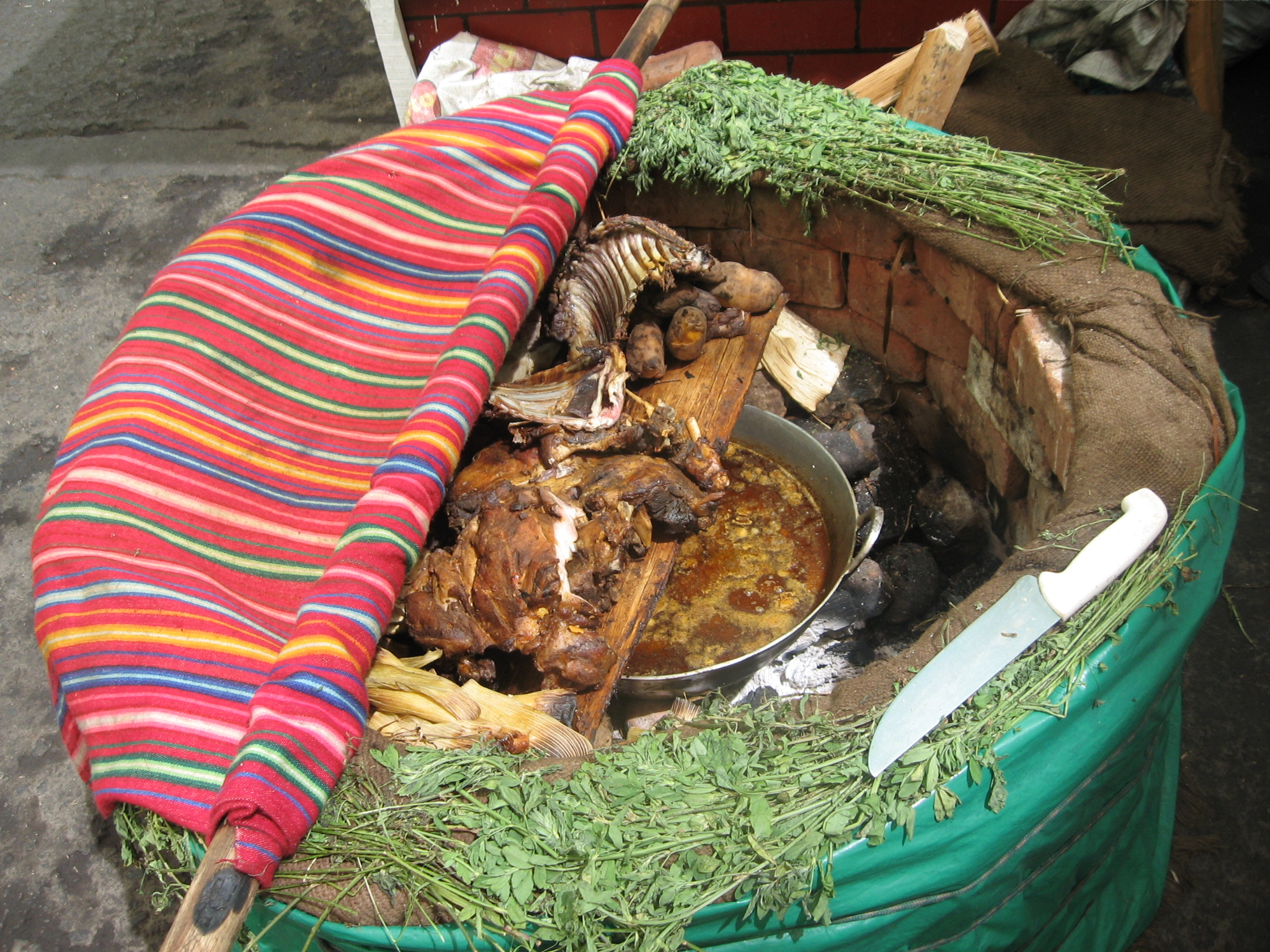
Pachamanca

Pachamanca är en traditionell peruansk maträtt som består av med hjälp av varma stenar bakade köttbitar av lammkött, fårkött, fläskkött, kyckling eller marsvin som marineras i kryddor. Andra andinska stapelvaror såsom potatis, limabönor, sötpotatis, då och då maniok, majs, humitas och chilipeppar används i tillagningen.
Maträtten görs huvudsakligen i de centrala Anderna i Peru. I peruanska amazonas, södra och norra Anderna och vissa delar av kusten är rätten ovanlig på grund av bristen på ved eller lämpliga stenar. I resten av landet är rätten vanlig. Köttet slås in i bananskal innan det tillagas i jordugnen.
Ordet kommer från två ord från quechuan; pacha och manca som betyder jordugn.
Rätten, som har existerat sedan inkariket, har utvecklats med tiden och rätten är nu utbredd över hela moderna Peru, med några regionala skillnader som har framträtt i den tekniska delen, men inte bland ingredienserna.

## Tillagning

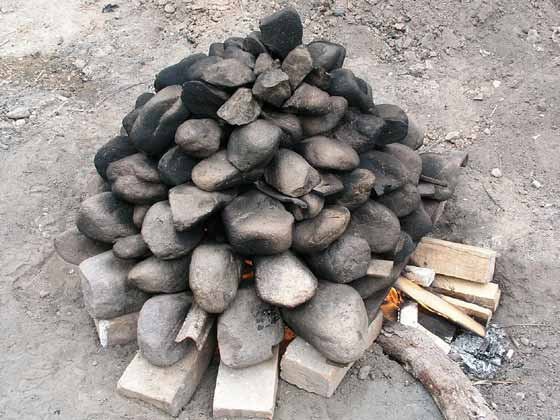
Upphettning av stenarna
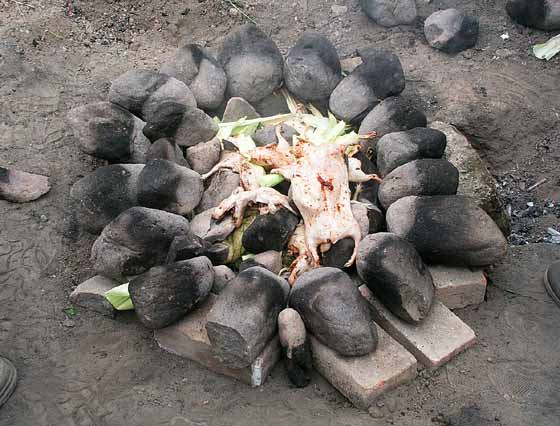
Maten läggs på de varma stenarna
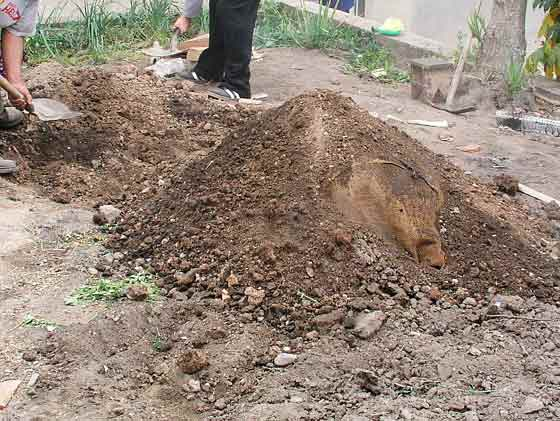
Allt täcks över
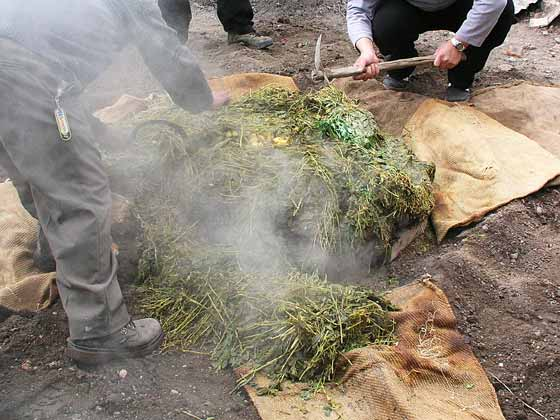
Maten tas upp

Tillagningen sker ute i det fria, i torr och inte så stenig mark. Man börjar med att göra en grop med en halv meters diameter (eller man gör packamancan direkt på marken, som bilderna visar). Botten täcks med rengjorda stenar. Runt om staplas stenar och i mitten läggs en ordentlig mängd ved som sedan antänds. Elden bör hållas vid liv under cirka tre timmar. Därefter släcks elden och askan och vedresterna tas bort. På de varma stenarna läggs sedan det som skall tillagas. I mitten kan ett får eller lamm placeras som har kryddats på förhand. Allt täcks in väl med hjälp av bananblad. Sedan läggs allt övrigt in, till exempel majskolvar eller humitas, fyllda fåglar, marsvin, kamottepotatis, potatis, yucca, en eller två fårostar, allt efter egen smak.
Man täcker snabbt allt med bananblad. De varma stenarna placeras tätt runt omkring och allt täcks över med gräs (örter) och jord, varvid man får se till att inte maten kommer i kontakt med jorden. En filt kan till exempel läggas emellan som skydd.
Vanligtvis tillagas mycket kött på samma gång, bland annat hela får, för att räcka till ett flertal personer.

## Servering
Pachamancan serveras med salsa de ají och chicha.

## Fotnoter och källor
1. 1 2  Rios, 1985
2. ↑  Crewe, Quentin (1980). Internationellt matlexikon. Stockholm: P A Norstedt & Söners Förlag. ISBN 91-1-824092-5. Läst 7 september 2009

- Rios, R; Hilda Kalinowski de Navarrette (1985) (på spanska). Moderna cocina Peruana (11). Lima: Ed. Navarrete. sid. 39